# Protestas en Hungría de 2011
Las protestas en Hungría de 2011 fueron protestas populares contra la nueva constitución, propuesta por la mayoría parlamentaria tras las elecciones parlamentarias de 2010, que entró en vigor el 1 de enero de 2012.
La nueva constitución encontró cierta resistencia no solo de los partidos de oposición sino también del público. Según los críticos, sirvió para fortalecer el poder del partido gobernante.
Hubo dos grandes protestas en Budapest, una el 17 de marzo y otra el 30 de diciembre. En estas ocasiones los manifestantes corearon consignas denunciando al primer ministro. Las protestas también hicieron un llamamiento a mantener la libertad de religión y contra el impuesto sobre la renta fijo del 16%.